# Alchouka (obwód homelski)
Alchouka (biał. Альхоўка; ros. Ольховка, Olchowka; pol. hist. Olchówka) – wieś na Białorusi, w obwodzie homelskim, w rejonie homelskim, w sielsowiecie Ciareszkawiczy.
W XIX i w początkach XX w. położona była w Rosji, w guberni mohylewskiej, w powiecie homelskim. Następnie w granicach Związku Sowieckiego. Od 1991 w niepodległej Białorusi.